# Шахсабахлы, Али Фатулла оглы
Али Фатулла оглы Шахсабахлы (азерб. Əli Fətulla oğlu Şahsabahlı) — азербайджанский советский актёр и режиссёр, Заслуженный артист Армянской ССР (1945).

## Биография
Али Шахсабахлы родился 28 марта 1896 года в Тифлисе. Сценическую деятельность начал в 1911 году в азербайджанской труппе города Тифлис. С 1924 по 1937 год работал в качестве актёра и режиссёра в Тифлисском азербайджанском театре, а с 1937 по 1949 — в Ереванском азербайджанском театре.
В 1942 году стал членом КПСС. В 1945 году Шахсабахлы был удостоен звания Заслуженного артиста Армянской ССР.
Али Шахсабахлы известен такими ролями, как Парвиз («Кузнец Гява» Ш. Сами; по «Шахнаме» Фирдоуси), Антон, Кейкавус («Князь», «Сиявуш» Гусейна Джавида), Каджар («Вагиф» Самеда Вургуна), Агшин («Невеста огня» Джафара Джаббарлы), Надир-шах («Надир-шах» Наримана Нариманова) и др.
Лучшими режиссёрскими работами Шахсабахлы считаются такие спектакли, как «Намус» (1929, Александра Ширванзаде), «Аршин мал алан» (1938, Узеира Гаджибекова), «Невеста огня», «Айдын», «В 1905 году» (1934, 1940, 1941, Джафара Джаббарлы), «Гачаг Наби» (1941, Сулеймана Рустама).
Али Шахсабахлы был награждён орденом «Знак почёта» и медалями.
Скончался Али Шахсабахлы 13 января 1973 года в Ереване.